# Provincia Turkistan
Turkistan (fostă Kazahstanul de Sud) este o provincie a Kazahstanului. Ea se întinde pe suprafața de 117.300 km², are o populație de 2.282.500 locuitori cu o densitate de 19 loc./km². Kazahii alcătuiesc 70 % din populație, iar uzbecii - in jur de 18 %. Este cea mai densă provincie a Kazahstanului datorită terenurilor fertile și a climei mai blânde.
Provincia este situată în sudul țării, ea se învecinează cu Uzbekistanul la vest, sud-vest, sud si sud-est, și cu provinciile kazahe Karagandî (nord), Jambîl (nord-est) și cu Kîzîlorda (vest). Până în iunie 2018, provincia s-a numit Kazahstanul de Sud și a avut drept capitală orașul Shymkent, care însă la acea dată a fost subordonat direct nivelului național, în timp ce capitala regiunii s-a mutat la Turkistan, oraș de la care și-a luat și noul nume.
În capitala regiunii se află mausoleul lui Khoja Ahmed Yasavi.
1. ↑  MSIe2/Iujno-Kazahstanskaia oblast[*] Verificați valoarea |titlelink= (ajutor)